# Tweede triumviraat

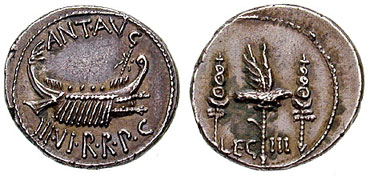
Een denarius met aan de voorzijde de legende "ANT·AV III·VIR·R·P·C" en aan de keerzijde de standaard van zijn Legio III Cyrenaica met de legende "LEG III" (geslagen door Marcus Antonius, in 32 v.Chr., om zijn legioenen te betalen).
Bron: CNGCoins.com.

Het tweede triumviraat of driemanschap (Latijn: triumviratus) is de naam door historici gegeven aan de officiële politieke alliantie die Gaius Julius Caesar (Octavianus) (later bekend als Augustus), Marcus Aemilius Lepidus en Marcus Antonius sloten op 26 november 43 v.Chr. Deze alliantie kreeg twee termijnen van elk vijf jaar en besloeg de periode van 43 tot 33 v.Chr.
In tegenstelling tot het zogenaamde "eerste triumviraat", was het tweede triumviraat een officiële (zij het een uitzonderlijke) instantie, waarvan de verregaande bevoegdheden over de Romeinse staat volledige kracht van wet werd gegeven. Bovendien bezaten de triumviri ("driemannen", de leden van het triumviraat) een imperium maius, dat dat van alle andere magistraten overtrof, inclusief dat van de consuls.

## Het ontstaan van het tweede triumviraat
Octavianus, die ondanks zijn jeugdige leeftijd de senaat onder druk had gezet hem te benoemen tot consul suffectus voor 43 v.Chr., was Antonius en Lepidus aan het bekampen in het noorden van Italia toen zij elkaar in Bononia (het huidige Bologna) in november van dat jaar ontmoetten op een eilandje in de rivier de Po en besloten zich te verenigen om de macht te grijpen. Daarop werden Marcus Antonius, Octavianus en Lepidus in 43 v.Chr. bij een door de tribunus plebis Publius Titius voorgestelde wet aangesteld als Triumviri Rei Publicae Constituendae Consulari Potestate ("Driemannen met consulaire gezag voor het inrichten van de staat", onveranderlijk afgekort als "III VIR RPC"). Deze triumviri bezaten voortaan de opperste politieke macht: ze konden zelf magistraturen toekennen, mochten decreten uitvaardigen zonder de senaat of het volk hierin te kennen, ze mochten de provinciae onder elkaar verdelen en mochten zelfs hun beeltenis op munten laten slaan. Het enige andere ambt dat ooit als "voor het inrichten van de staat" was gekwalificeerd, was de dictatuur van Lucius Cornelius Sulla. De enige beperking op de bevoegdheden van de triumviri was de bij wet vastgelegde termijn van vijf jaar.

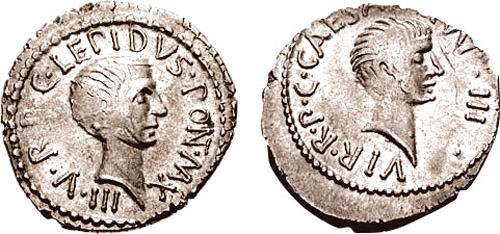
Een denarius met aan de voorzijde het hoofd van Lepidus en de legende "C·LEPIDVS·PONT·MAX· III·V·R·P·C·" en aan de keerzijde het hoofd van Octavianus en de legende "C·CAESẠ[R·IM]P·III· VIR·R·P·C·" (geslagen in 42 v.Chr.).
Bron: [http://www.cngcoins.com/ CNGCoins.com

Opvallend is dat een van de triumviri, die eigenlijk de bevoegdheden van een dictator hadden, Marcus Antonius was, die in 44 v.Chr. door een lex Antonia het ambt van dictator had afgeschaft. Zoals ook het geval was geweest bij zowel Sulla als bij Caesar, zagen de triumviri geen tegenstrijdigheid in het cumuleren van een supraconsulaire ambt en het consulaat zelf (Lepidus was consul in 42 v.Chr., Marcus Antonius in 34 v.Chr. en Octavianus in 33 v.Chr.).
Om de schatkist opnieuw te vullen, besloten de triumviri tot proscripties over te gaan. Daar ze alle drie aanhangers van Caesar waren geweest, was hun keuze van slachtoffers enigszins vreemd. Het bekendste slachtoffer, Marcus Tullius Cicero, die zich had verzet tegen Caesar en Antonius gehekeld in zijn Philippicae, was geen verrassing, maar de proscriptie van Quintus Tullius Cicero (diens jongere broer), de legatus van Caesar, schijnt uit pure wrok te zijn gedaan. Misschien was de schokkendste vogelvrijverklaring die van Lucius Julius Caesar, een legatus van Caesar, die een volle neef van Caesar en een van diens beste vrienden was geweest, maar die ruzie had gekregen met Antonius, wiens oom hij was. Deze proscripties betekenden de dood voor meer dan 300 senatoren en 2000 equites.
Octavianus' collega in het consulaat van dat jaar Quintus Pedius, familie van hem en van Caesar, stierf voordat de proscripties begonnen. Octavianus nam kort daarop zelf ontslag, terwijl hij toestond dat men voor de tweede keer consules suffecti aanstelde (Publius Ventidius Bassus en Caius Carrinas). Hij was namelijk zelf ingevallen als consul, nadat de consules ordinarii van dat jaar, Aulus Hirtius (een ex-legatus van Caesar) en Gaius Vibius Pansa Caetronianus, waren gestorven tijdens de gevechten aan de zijde van de senaat in de eerste burgeroorlog tussen de senaat en Marcus Antonius na de dood van Caesar. Het aanstellen van meerdere consules suffecti zou tijdens de tien jaar van het triumviraat (43-33 v.Chr.) vaak terugkeren: er zouden in totaal tweeënveertig consuls zijn in slechts tien jaar in plaats van de volgens de normale gang van zaken verwachtte twintig.

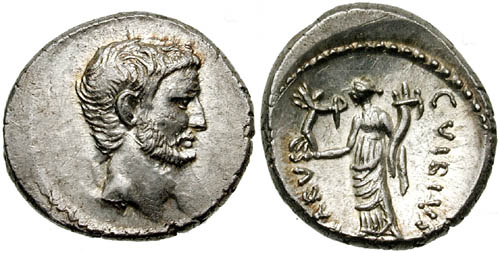
Deze denarius geslagen door Gaius Vibius Varus (42 v.Chr.) toont aan de voorzijde Marcus Antonius met baard als teken van rouw voor de dood van Caesar en aan de keerzijde een staande Venus of Fortuna met Victoria in haar ene hand en een cornucopia in haar andere met de legende "C VIBIV[S] [V]ARVS".

Door de Caesariaanse achtergrond van de triumviri kwam het niet als verrassing dat onmiddellijk na het einde van de eerste burgeroorlog van de post-Caesar-periode, zij onmiddellijk begonnen met een tweede: de Caesarmoordenaars Marcus Iunius Brutus en Gaius Cassius Longinus hadden de controle over de meeste oostelijke provinciae verworven, inclusief Macedonia, Asia en Syria. In 42 v.Chr. voeren Octavianus en Antonius uit om de strijd aan te gaan met Brutus en Cassius. Zij zouden hen verslaan in de dubbelslag bij Philippi. Na de eerste slag zou de van Antonius verloren Cassius, die meende dat ook Brutus had verloren van Octavianus, zelfmoord plegen. In de tweede slag die men uitvocht tegen Brutus, die er nog was in geslaagd Octavianus te verslaan in de eerste slag, was de overwinning voor de triumviri en Brutus pleegde nu ook zelfmoord. Na Philippi beheerste Octavianus Hispania en Numidia, terwijl Antonius Gallia en Africa beheerste, maar Gallia Cisalpina werd waarschijnlijk bij Italia gevoegd dat een speciale positie behield. Lepidus werd provisoir buiten deze regeling gehouden.
In oktober 40 v.Chr., na de oorlog van Perusia, kwamen de triumviri in de vrede van Brundisium overeen om de provinciae in invloedssferen te verdelen. Octavianus - die zichzelf "Divi filius" ("zoon van een Vergoddelijkte") ging noemen na de vergoddelijking van Caesar als Divus Julius ("Vergoddelijkte Julius") en zichzelf nu eenvoudigweg als "Imperator Caesar" voorstelde - kreeg het westen toegewezen, Antonius het oosten en Lepidus ten slotte Africa.

## Het bondgenootschap begint te verbrokkelen
Terwijl Antonius zijn macht in het oosten consolideerde en het bestuur van de provinciae hervormde (zoals die van Sulla, waren die van Caesar na zijn dood stilzwijgend genegeerd), verstevigde Octavianus zijn greep op het westen en bestreed Sextus Pompeius (de campagne werd eigenlijk echt uitgevochten door Marcus Vipsanius Agrippa, Octavianus' vriend en rechterhand), die eindigde met een overwinning in 36 v.Chr.. Agrippa was in 37 v.Chr. consul geweest en had in deze hoedanigheid de vernieuwing van het triumviraat voor een tweede termijn van vijf jaar veilig gesteld.

## Het einde van het tweede triumviraat

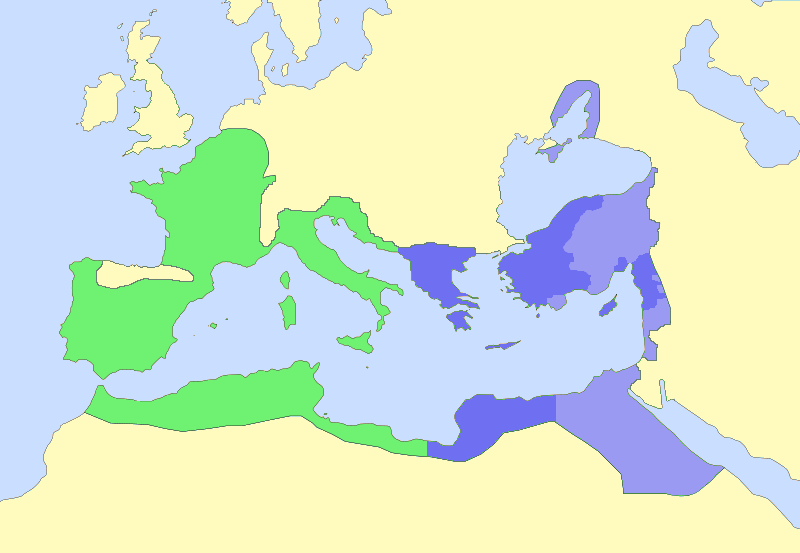
Octavianus' machtsbereik
Antonius' machtsbereik
Antonius' bondgenoten

Net zoals in het eerste triumviraat, was het tweede triumviraat uiteindelijk instabiel en zou de interne jaloezie en ambities niet kunnen weerstaan. Antonius had een hartgrondige afkeer van Octavianus en verbleef vooral in het oosten, terwijl Lepidus Antonius begunstigde, maar zichzelf in de schaduw voelde gesteld door zijn beide collega's, ondanks het feit dat hij Caesar had mogen opvolgen als pontifex maximus in 43 v.Chr. Daarom nam Lepidus deel aan de campagne van Octavianus tegen Sextus Pompeius (zoon van Gnaius Pompeius Magnus maior), maar deed een dwaze poging om de controle over de triomfantelijke legioenen van Octavianus te grijpen. Octavianus zette unilateraal Lepidus uit het Triumviraat, maar nam hem zijn pontificaat niet af (dit was dan ook het meest sacrale ambt in Rome en het afzetten van een pontifex maximus zou behoorlijk wat deining hebben veroorzaakt).

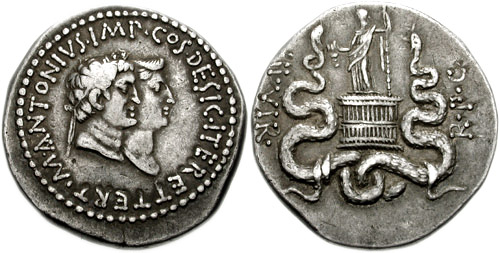
Een cistophorus tetradrachme (12.10 gr) met aan de voorzijde een gelauwerde buste van Marcus Antonius en een gedrapeerde buste van Octavia Thurina minor en de legende "M·ANTONIVS·IMP·COS·DESIG·ITER ET TERT·" en aan de keerzijde Bacchus met een cantharus en thyrsus boven een cista mystica geflankeerd door kronkelende slangen en de legende "ỊII·VIR·R·P·C·" (39 v.Chr., geslagen in Efese).

Ondanks zijn huwelijk in 40 v.Chr. met Octavia Thurina minor, de zus van Octavianus, (Octavianus had Antonius' stiefdochter Scribonia in 43 v.Chr. gehuwd), leefde Antonius in Alexandrië openlijk samen met Cleopatra VII van Egypte en had met haar drie kinderen. Als meester in propaganda wist Octavianus de publieke opinie tegen zijn collega op te zetten. Toen de tweede termijn van het Triumviraat in 33 v.Chr. verliep, bleef Antonius de titel triumvir voeren (Octavianus, die zich van Antonius wenste te distantiëren, liet de titel vallen). Octavianus ontnam in juli 32 v.Chr. Antonius' testament uit de bewaring van de Vestaalse Maagden (een ongeoorloofde daad!) en las het hardop. Het testament liet grote erfenissen na aan de kinderen van Antonius bij Cleopatra (waaronder delen van het aan hem door de senaat toegekend gebied!) en vermeldde dat hij wenste begraven te worden in Alexandrië (en dus niet in Rome, wat als een belediging voor de stad werd opgevat!). Rome was verontwaardigd en de Senaat verklaarde de oorlog aan Egypte (en haar medestander Antonius). Octavianus zou als fetialis (een speciaal soort priester) formeel de oorlog verklaren.
De strijdmachten van Octavianus (onder leiding van o.a. Marcus Vipsanius Agrippa) versloegen op 2 september 31 v.Chr. die van Antonius en Cleopatra in de beslissende slag bij Actium in Griekenland en achtervolgden hen naar Egypte in 30 v.Chr. Zowel Antonius als Cleopatra pleegden zelfmoord in Alexandrië en Octavianus nam persoonlijk de controle over Egypte en Alexandrië over (Egyptische chronologieën beschouwen Octavianus als de opvolger van Cleopatra als farao). Met de complete nederlaag van Antonius en de uitschakeling van Lepidus, werd Octavianus de enige machtige persoon in het Imperium Romanum en zou aldus het principaat vestigen.

## Voetnoten
1. ↑  Suet., Aug. 27.1; Vell. Pat., II 86.2.
2. ↑  AE 1966, 73; AE 1989, 342b; CIL V 525 (p. 1022) = ILS 77 = InscrIt-10-04, 20 = ILLRP 418 (p. 329) = AE 1995, +24 = AE 1995, +25 = AE 2003, +4; CIL V 526 = InscrIt-10-04, 22; CIL VI 40319 = CIL VI 31270 (p. 3778) = ILS 128 (p. 170) = AE 1890, 79 = AE 1891, 122 = ILLRP 434; CIL IX 2142 = ILLRP 416 = ILS 76; CIL XI 1330 = ILS 78 = AE 1995, +24 = AE 1999, 618; ILLRP 1286; InscrIt-10-04, 21.
3. ↑  AE 1959, 77 = AE 1961, +197 = ILLRP 1276
4. ↑  Flav. Ioseph., Ant. Iud. XIV 12.5.
5. ↑  Liv., Periochae CXIX 7.
6. ↑  Appian., Bell. Civ. IV 7; Cass. Dio, XLVI 55.1-2.
7. ↑  Vell. Pat., II 86.2; Suet., Aug. 27.1; Appian., Bell. Civ. IV 7; Liv., Periochae CXX 3; Flav. Ioseph., Ant. Iud. XIV 12.5; Cass. Dio, XLVI 55.3, XLVII 2.1; CIL XII 4340; Fasti Colot. (CIL I, p. 466).
8. ↑  Cass. Dio, XLVI 55-56, XLVII 1-19, XLVIII 34, LIII 21, Appian., Bell. Civ. IV 2; Res Gestae divi Augusti.
9. ↑  Appian., Bell. Civ. IV 2.
10. ↑  Liv., Periochae CXX 3.
11. ↑  Cass. Dio, XLVII 9, 17, XLVIII 3; Vell. Pat., II 66, 67; Liv., Periochae 120; Appian., Bell. Civ. IV 8, 11; Flor., II 16; Suet., Aug. 27; Val. Max., VI 1.2, IX 5.4; Senec., Ep. 83.25, de clem. I 9.3, 11.1; Plin., Nat. Hist. XXXIII 200; Plut., Cic. 46, Brut. 27; Oros., VI 18.10.
12. ↑  Liv., Periochae CXIX 5.
13. ↑  Appian., Bell. Civ. V 3; Cass. Dio, XLVIII 12; CIL V 5027 = CIL V *434,9 = ILS 86.
14. ↑  AE 1966, 73; CIL V 526 = InscrIt-10-04, 22; CIL VI 40319 = CIL VI 31270 (p. 3778) = ILS 128 (p. 170) = AE 1890, 79 = AE 1891, 122 = ILLRP 434; CIL XI 1330 = ILS 78 = AE 1995, +24 = AE 1999, 618; ILLRP 1286; cf. AE 1989, 342b; InscrIt-10-04, 21.
15. ↑  Appian., Bell. Civ. V 63.
16. ↑  Appian., Bell. Civ. V 95 (zonder instemming van het volk), Illyrica V § 28 (met instemming van het volk).
17. ↑  Cass. Dio, XLIX 12, LIV 15.4-8, LVI 38.2, Suet., Aug. 16.4, Sen., De Clem. I 10.1.
18. ↑  Cass. Dio, L 3.1-4.1, Plut., Ant. 58.3-4.
19. ↑  Cass. Dio, L 4.4-5.